# Mare Balticum
Mare Balticum era un collegamento ferroviario giornaliero diurno operato dalle ferrovie polacche e dalle ferrovie tedesche tra Berlino Lichtenberg e Gdynia via Bernau- Eberswalde–Angermünde-Tantow-Stettino–Koszalin-Słupsk, attraverso la Pomerania e successivamente esteso prima a Olsztyn e poi ad Ełk.

## Storia
Il servizio è stato attivato nel 1994 affiancando la relazione ferroviaria notturna tra Berlino Lichtenberg e Gdynia sulla medesima tratta attraverso la Pomerania, istituito nel 1973,  quando il servizio notturno tra Gdynia e Stettino venne esteso fino a Berlino Lichtenberg e denominato a partire dal 1974 Gedania, dal nome latino della città di Danzica dopo che nel 1972 vennero riattivati dopo la fine della seconda guerra mondiale i collegamenti ferroviari tra la Repubblica Democratica Tedesca e la Polonia.
La numerazione del treno era E328 da Berlino a Gdynia ed E329 da Gdynia a Berlino. Il materiale rotabile del treno era interamente della Deutsche Bundesbahn le ferrovie tedesche, ad eccezione della locomotiva che nel tratto Berlino Lichtenberg-Stettino veniva svolto inizialmente dalle locomotive diesel tedesche DB 232, e nel tratto Stettino-Gdynia dalle locomotive elettriche polacche EU07.
Nel 1996 il percorso del treno venne esteso fino a Olsztyn e nell'estate 1997 fino a Ełk attraverso Mrągowo e Mikołajki. Il materiale rotabile del treno anche dopo l'estensione del servizio era interamente della Deutsche Bundesbahn ad eccezione della carrozza ristorante che venne aggiunta, che era delle ferrovie polacche; la locomotiva nel tratto Berlino Lichtenberg-Stettino era la tedesca DB 232, nel tratto Stettino-Olsztyn la locomotiva elettrica polacca locomotive EU07 e tra Olsztyn ed Ełk la locomotica diesel polacca SU46.

## Soppressione del servizio
Entrambi i treni vennero soppressi nell'estate del 2000. Prima che il servizio venisse esteso a Olsztyn e a Ełk il treno partiva da Berlino Lichtenberg alle 6.40 e giungeva a Gdynia Głowna alle 13.13 mentre faceva il percorso inverso partendo da Gdynia Głowna alle 15.28 giungendo a Berlino Lichtenberg alle 22.02. Nell'ultimo anno del servizio il treno partiva da Berlino Lichtenberg alle 8.01 e giungeva a Ełk alle 21.33, mentre faceva il percorso inverso partendo da Ełk alle 7.21 giungendo a Berlino Lichtenberg alle 20.44.